# Géza Maróczy
Géza Maróczy (Szeged, 3 de março de 1870 — Budapeste, 28 de maio de 1951) foi um proeminente enxadrista e teórico do xadrez húngaro, engenheiro e professor de aritmética e geometria descritiva. Recebeu um grande número de prêmios de brilhantismo e realizou importantes contribuições para a teoria das aberturas, com a formação Maróczy Bind. Foi o mestre de Vera Menchik e organizador de importantes eventos como o Campeonato Mundial de Xadrez de 1935.

## Principais resultados em torneios
| Data | Local            | Colocação | Observações                                                                                        |
| ---- | ---------------- | --------- | -------------------------------------------------------------------------------------------------- |
| 1896 | Nuremberga 1896  | 2         | Vencido por Emanuel Lasker, com Harry Pillsbury em terceiro e Siegbert Tarrasch em quarto.         |
| 1899 | Londres 1899     | 2-4       | Vencido por Emanuel Lasker, Maroczy empatou com Harry Pillsbury e Dawid Janowski em segundo.       |
| 1900 | Paris 1900       | 4         | Vencido por Emanuel Lasker, com Harry Pillsbury em segundo e Frank Marshall em terceiro.           |
| 1902 | Monte Carlo 1902 | 1         | Com Harry Pillsbury em segundo, Dawid Janowski em terceiro e Richard Teichmann em quarto.          |
| 1903 | Monte Carlo 1903 | 2         | Vencido por Dawid Janowski, com Harry Pillsbury em terceiro e Carl Schlechter em quarto.           |
| 1904 | Monte Carlo 1904 | 1         | Com Carl Schlechter em segundo, Frank Marshall em terceiro e Isidor Gunsberg em quarto.            |
| 1905 | Oostende 1905    | 1         | Com Dawid Janowski em segundo, Siegbert Tarrasch em terceiro e Carl Schlechter em quarto.          |
| 1907 | Carlsbad 1907    | 1         | Vencido por Akiba Rubinstein, com Paul Saladin Leonhardt em terceiro e Aron Nimzowitsch em quarto. |
| 1923 | Carlsbad 1923    | 3         | Vencido por Alexander Alekhine e com Efim Bogoljubow em segundo.                                   |